# Flagelliphantes flagellifer
Flagelliphantes flagellifer là một loài nhện trong họ Linyphiidae.
Loài này thuộc chi Flagelliphantes. Flagelliphantes flagellifer được Andrei V. Tanasevitch miêu tả năm 1988.